# شاطئ الصخيرات (الجزائر)
شاطئ الصخيرات أو شاطئ الثنية هو شاطئ متوسطي يقع في بلدية الثنية على الساحل الشمالي للبلاد الجزائرية بين بلديتي زموري وبومرداس، بولاية بومرداس. وتُعتبر المنطقة المُحيطة به ثريَّة جدًّا بأنواع الزهور والنباتات المُختلفة · .

## التاريخ
يقع «شاطئ الصخيرات» إلى الغرب من روزوبيكاري التاريخية (باللاتينية: Rusubikari) التي هي موقع أثري فينيقي وروماني يقع في زموري البحري حول ميناء زموري ضمن ولاية بومرداس في منطقة القبائل.
وجرت فصول معركة الثنية في 17 ماي 1837م على مستوى هذا الشاطئ أثناء الاحتلال الفرنسي للجزائر.

## الوصف
يُعتبر «شاطئ الصخيرات» بمثابة الشريط الساحلي الوحيد لبلدية الثنية المطل على البحر الأبيض المتوسط.
كما أنه ممر جيولوجي منخفض ما بين سهل متيجة وسهل يسر عبر سلسلة جبال الخشنة في ولاية بومرداس.
وممر «شاطئ الصخيرات» هو الممر الثاني، من سهل متيجة إلى سهل يسر، مع الممر الأول في وادي عربية الذي تم بناء مدينة الثنية على مجراه.
ويمتد هذا الشاطئ المتوسطي على ضفة طولها 3 كلم من شاطئ الكرمة غربا في بلدية بومرداس إلى غاية مشارف ميناء زموري في زموري البحري ضمن بلدية زموري.
ويمكن الولوج إلى «شاطئ الصخيرات» عبر الطريق الوطني رقم 24 الذي لا يبعد مساره الموازي للضفة البحرية المتوسطية إلا ببعض العشرات من الأمتار.
وكان هذا الشاطئ قبل العام 2008م يتشكل من امتداد جغرافي واحد يتمثل في شاطئ رملي طوله 800 متر مخصص للسباحة، بما يمثل حوالي 50 % من الواجهة البحرية العيشاوية.
وسمحت تهيئة هذا الساحل العيشاوي بالحصول على شاطئين متباينين في الثنية، أولهما يسمى «شاطئ الصخيرات الصغير» الذي كان عبارة عن شاطئ بحري صخري جميل صار طوله 300 متر إلى الشرق من شاطئ الكرمة.
أما «شاطئ الصخيرات الكبير» الذي يقع إلى الغرب من زموري البحري فيبلغ طوله أكثر من 1 200 متر.
وبالتالي فإن هذه التهيئة التي انطلقت في العام 2008م قد مكنت بلدية الثنية مع ولاية بومرداس من الحصول على ساحل سياحي طوله يناهز 1 500 متر ويشكل وجهة سياحية رفيعة وراقية.

## الموقع
تقع «مغارات سوق الحد» غير بعيد عن الشريط الساحلي لولاية بومرداس على بعد 14 كلم إلى الجنوب من ميناء زموري، وعلى بعد 4 كلم إلى الغرب من سد بني عمران وعلى بعد 3.5 كلم إلى الجنوب الشرقي من سد الثنية.
وهذا الموقع الرائع في جبال الخشنة المطلة على الشريط الساحلي والواجهة البحرية الزواوية، يجعل منه موقعا استراتيجيا مقابلا للطريق الوطني رقم 5.
تقع «مغارات سوق الحد» على بعد 13 كلم إلى الجنوب الشرقي من مدينة بومرداس، وتطل على وادي يسر.
وتقع هذه المغارات في مرتفعات منطقة القبائل.

## السياحة
تقسيم "شاطئ الصخيرات" في "ثنية بني عائشة" على امتداد 3.000 م خلال العام 2014م
«شاطئ الصخيرات» هو واحد من 34 شاطئا مسموحا فيه بالسباحة في ولاية بومرداس خلال موسم الاصطياف للعام 2014م · .

## مكتبة الصور

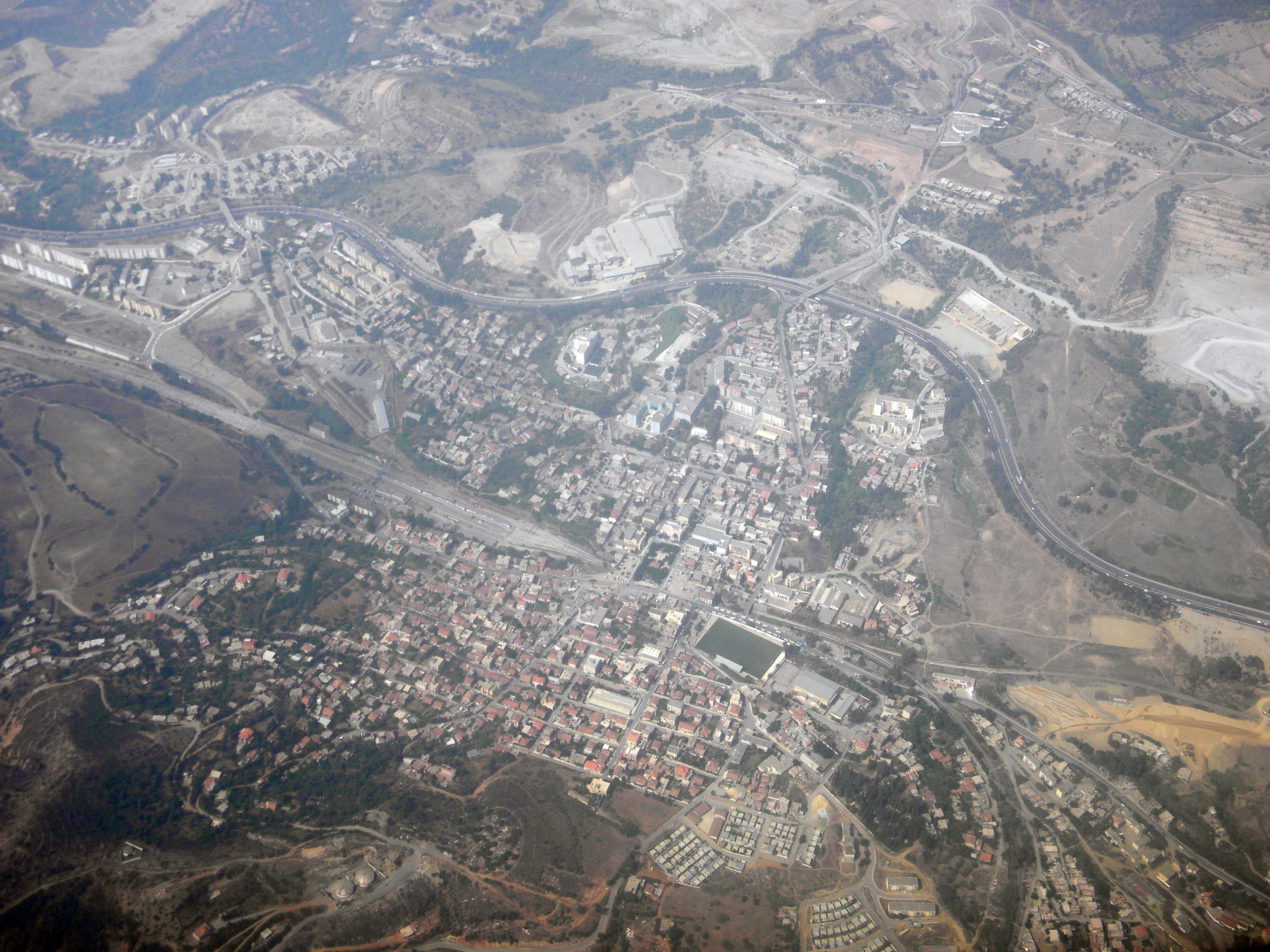
الثنية
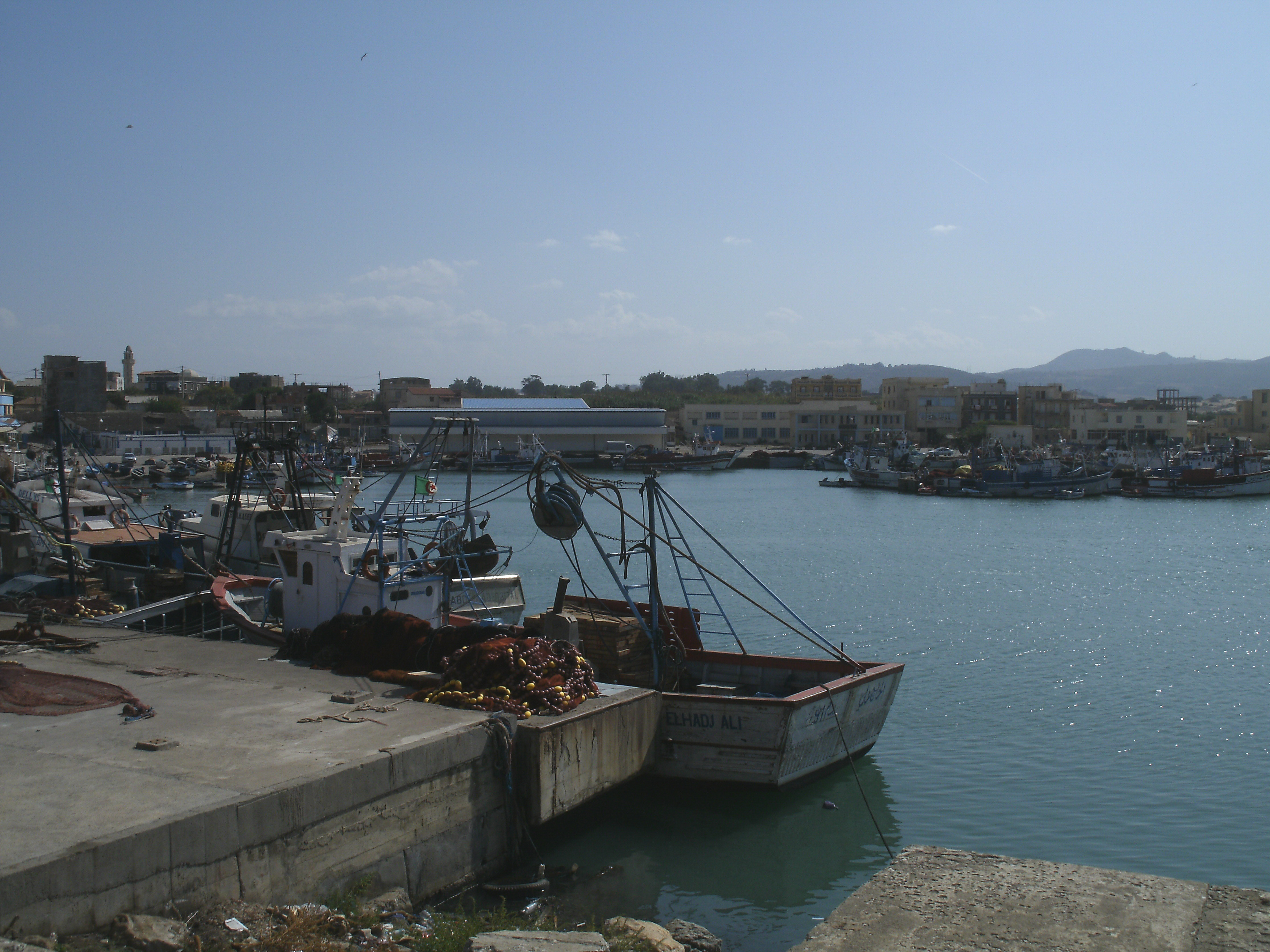
ميناء زموري
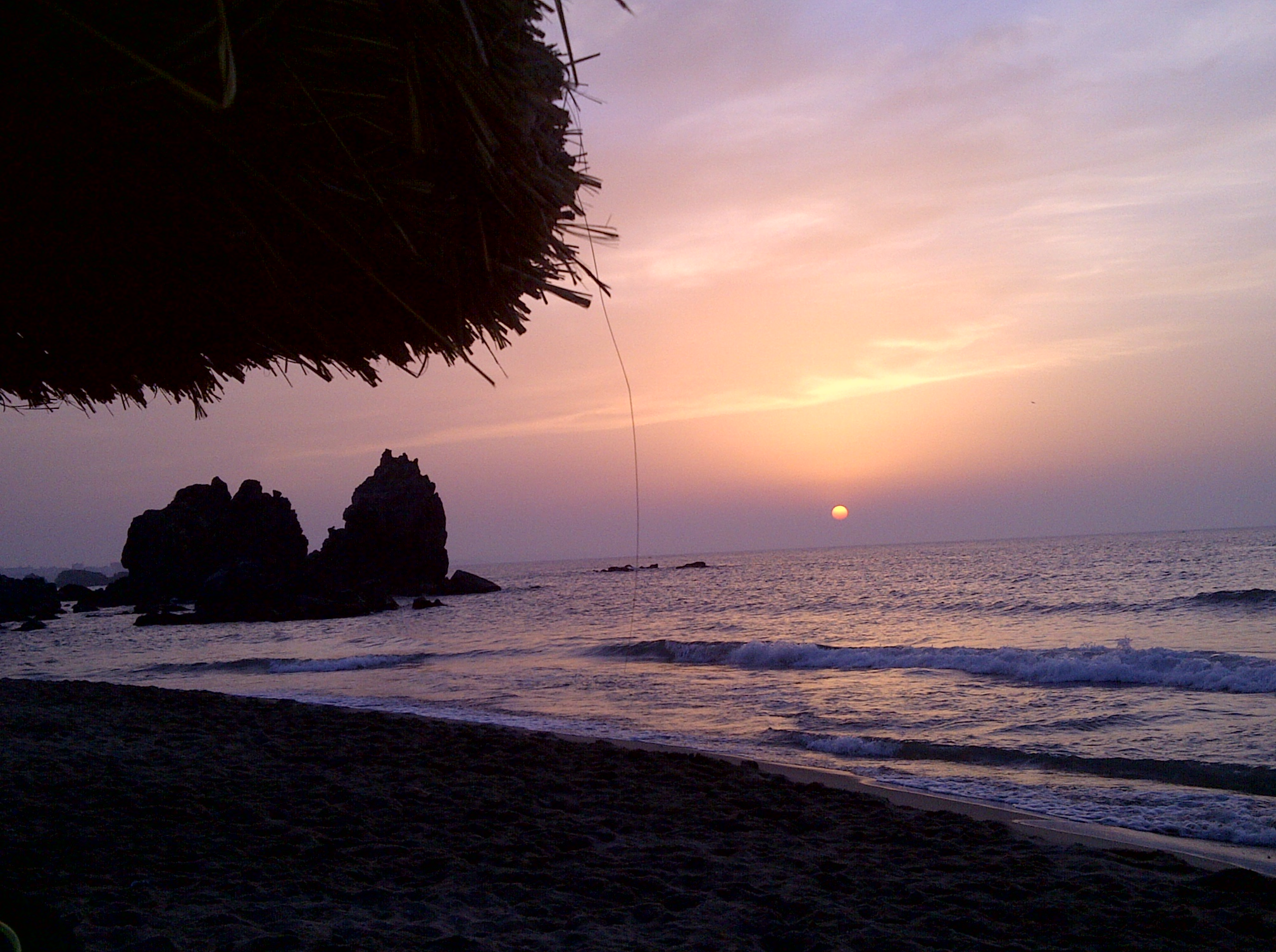
شاطئ الكرمة
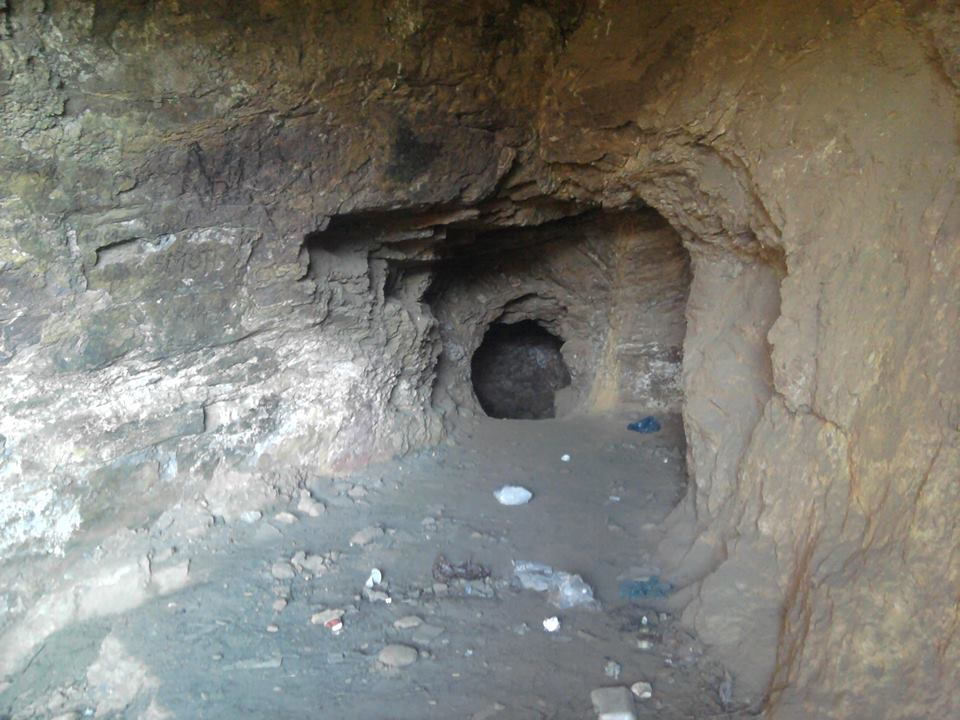
ممرات مغارات سوق الحد
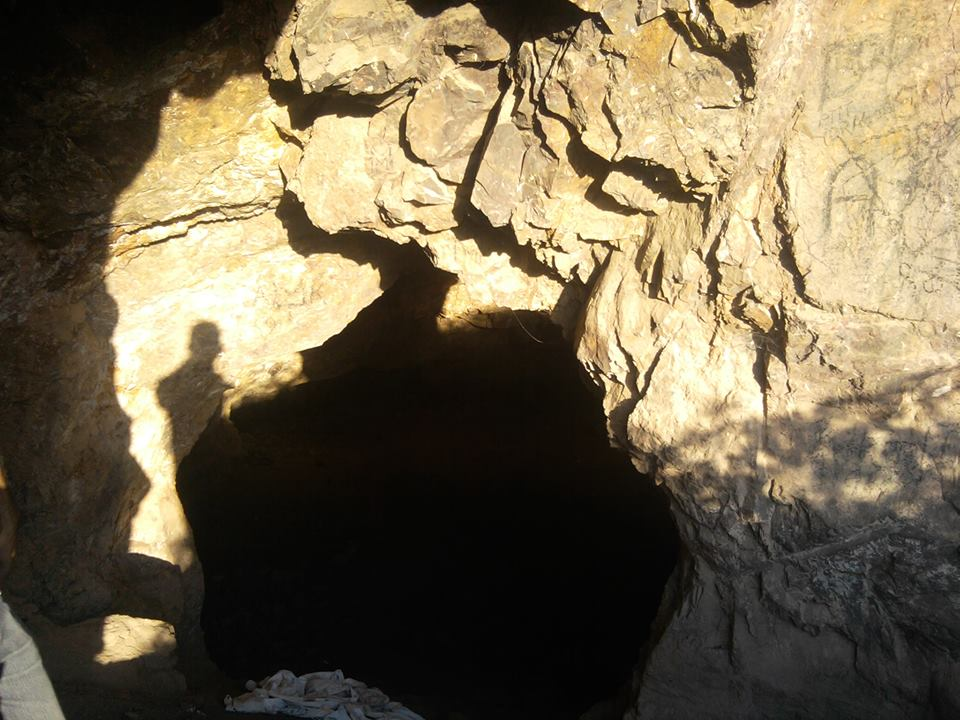
مدخل مغارات سوق الحد
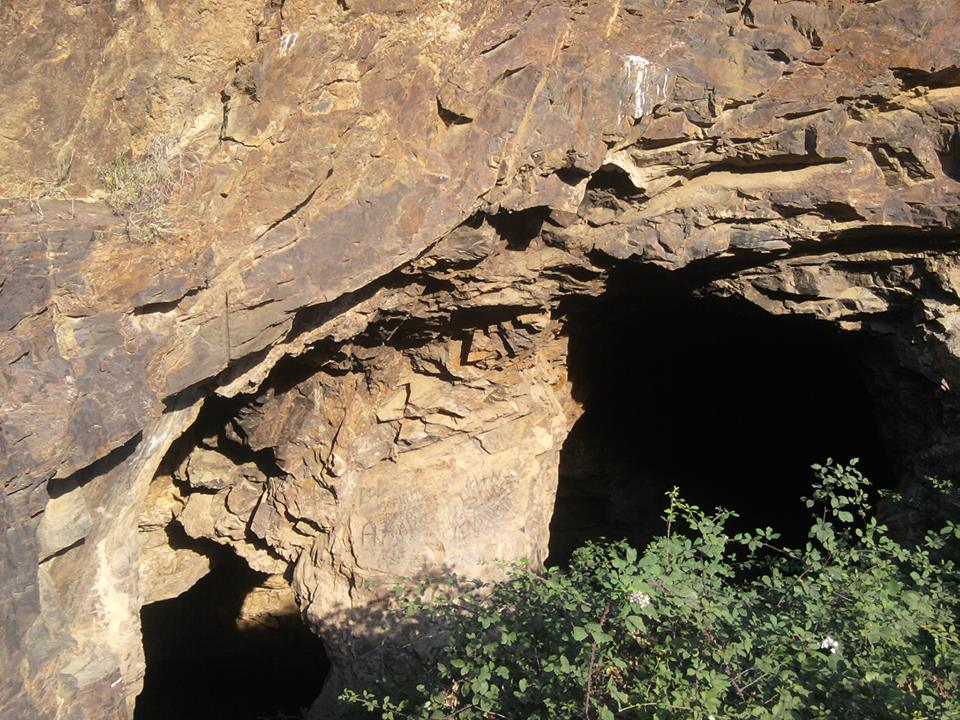
مدخل مغارات سوق الحد
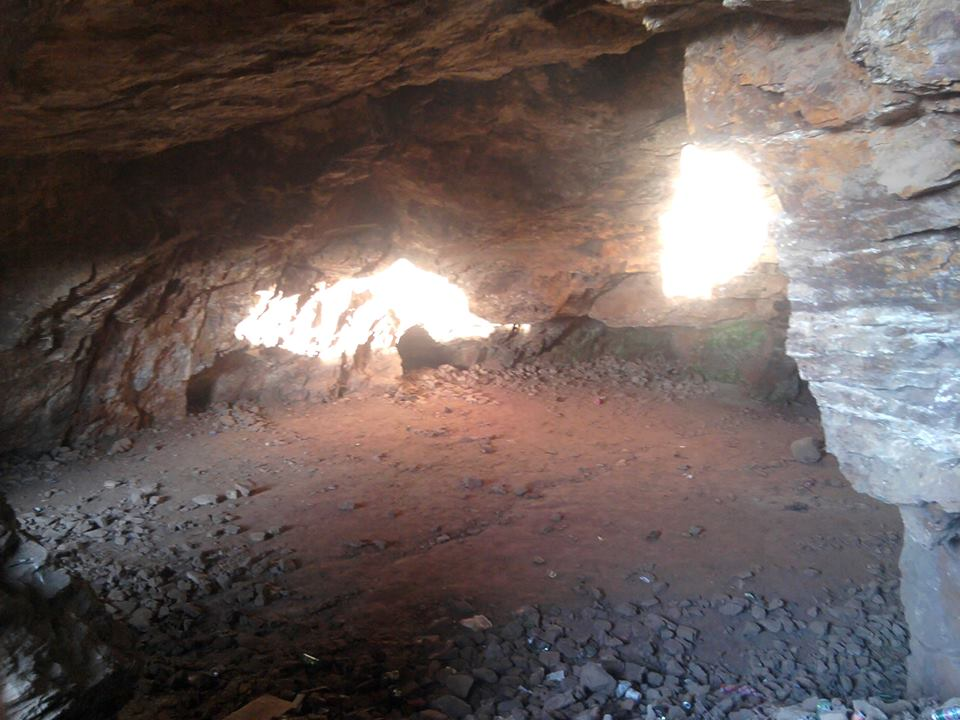
حجرة مغارات سوق الحد
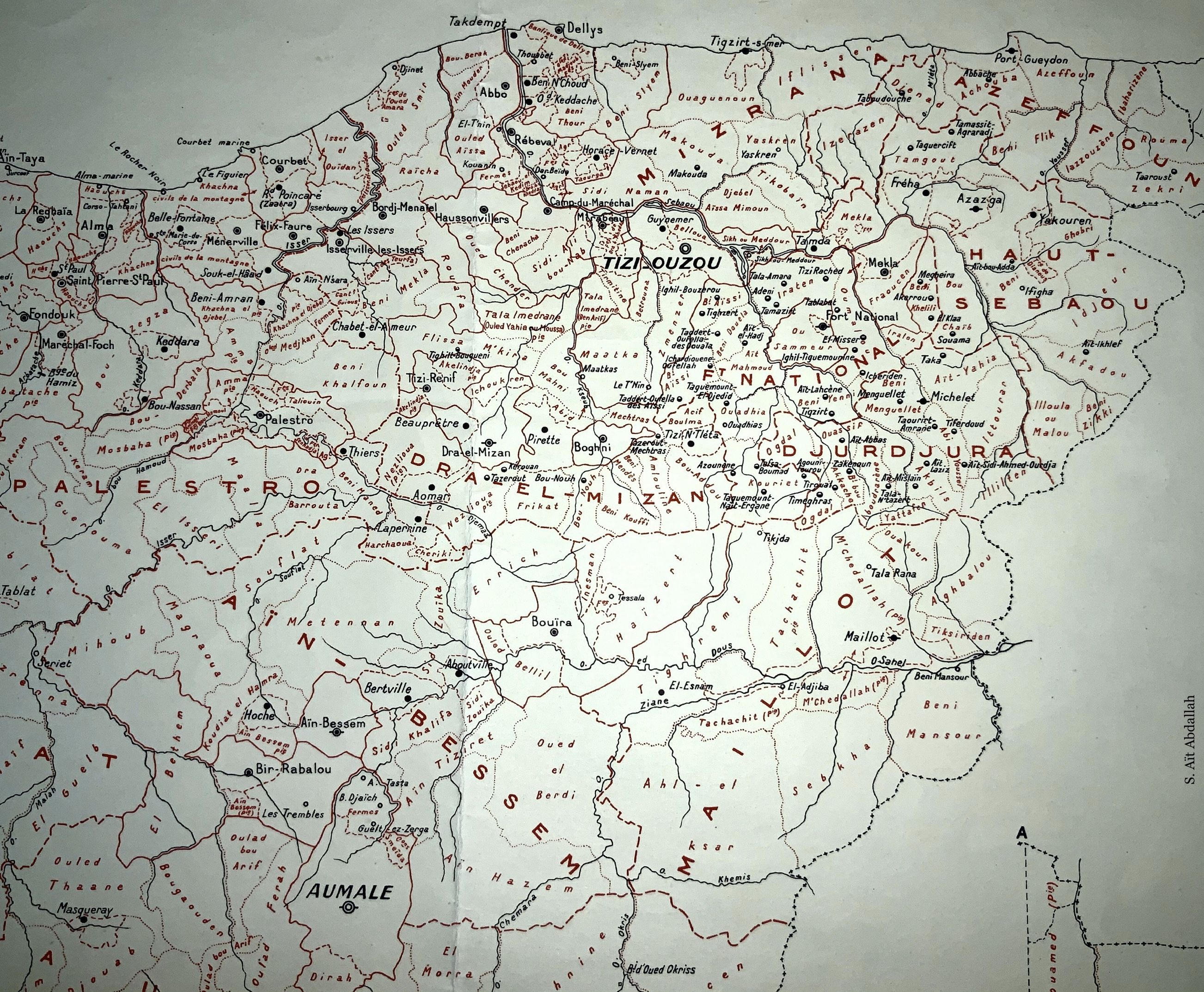
منطقة القبائل

### مواضيع ذات صلة
- قائمة شواطئ الجزائر
- قائمة شواطئ العالم
- وادي يسر
- قائمة أنهار الجزائر
- السياحة في الجزائر
- قائمة أهم المعالم السياحية في العالم

### وصلات خارجية
- روبورتاج وكالة الأنباء الجزائرية حول شاطئ الصابلات على يوتيوب.
- روبورتاج التلفزيون العمومي الجزائري حول شاطئ الصابلات على يوتيوب.
- روبورتاج تلفزيون الشروق حول شاطئ الصابلات على يوتيوب.
- روبورتاج تلفزيون البلاد حول شاطئ الصابلات على يوتيوب.